# Riacho das Varas
Riacho das Varas é uma vila, localizada a 32 km de Tauá, Ceará 

## Caracterização
Riacho das Varas é uma localidade administrativa do distrito de Inhamuns, situada às margens da rodovia estadual CE-363 e do riacho homônimo. Essa vila compartilha seu território com a vila de Açudinho, abrigando uma população de mais de 800 habitantes. Juntas, essas vilas formam uma pequena área urbana conhecida como Riacho-Açu. Embora parte de Riacho das Varas seja classificada como área urbana, a maioria de seus moradores se dedica principalmente a atividades rurais, como a criação de ovinos e bovinos, cultivo em áreas alagadiças e ao comércio de alimentos.

#### Lugares próximos[1]
- Lagoa do Eufrazino (Eufrazino Lake) -Tauá - Brasil - 14 km
- Lagoa do Pessoa (Pessoa Lake) - Arneiroz - Brasil - 24 km
- Açude Serafim Dias - Mombaça - Brasil  44 km

#### Fatos curiosos
- Foi por um longo período o nome de Conselheiro Mata, distrito de Diamantina, Minas Gerais;
- Recebeu em 20 de agosto de 2012 a visita do candidato à prefeito e vice (derrotados no pleito de outubro), Dr. Carlos Windson (PR) e Amauri Filho (PV);[3]
- Por cerca de duas décadas teve como seu representante na Câmara Municipal de Tauá o vereador Manuelzinho (Emanuel de Carvalho)[4]
- Tem uma única escola, que oferta ensino fundamental.[5]

## História

### Origens indígenas
Habitadas inicialmente por indígenas, algumas partes dessas terras ainda preservam suas lendas, como o Caldeirão do Índio, situado próximo ao Açude do Neri, onde a história narra que um jovem indígena pulou das pedras e perdeu a vida.
Conforme o relato dos anciãos, as terras atualmente conhecidas como Riacho das Varas eram originalmente ocupadas por comunidades indígenas, que cultivavam macaxeira, diversas raízes, frutas, legumes e ainda praticavam o cultivo de milho, uma tradição que persiste até os dias atuais. As florestas eram significativamente mais densas, com a presença abundante de marmeleiro e jurema, que adornavam a paisagem da caatinga com suas folhas e cores.